# Manettia divaricata
Manettia divaricata é uma espécie de dicotiledónea pertencente à família Rubiaceae, descrita em 1919.